# En perfekt gentleman
En perfekt gentleman è un film del 1927, diretto da Vilhelm Bryde e Gösta Ekman.

## Trama
L'arcigna e vanitosa marchesa Charlotte, vedova Ponson, ha comprato un intero sontuoso edificio a Parigi per farne l'abitazione della figlia Hortense e del suo neo-marito marchese Robert de Luny, che presenta al parentame – venuto ad ammirare il palazzo e i suoi abitanti – come "un perfetto gentleman".
Robert si dimostra subito, invece, essere un individuo fatuo, superficiale e non particolarmente devoto alla moglie, ma per nulla cattivo. Quando Jacques Renard, un sedicente suo amico del club aristocratico, fa delle pesanti avances a Hortense, collimanti con la violenza, Robert, secondo le convenienze, lo sfida a duello, ma in esso si comporta da codardo, riceve solo una ferita superficiale su un braccio, e, secondo le regole, si ritira; ma in tal modo finisce per essere considerato lo zimbello di tutta la Parigi bene, e una triste delusione per Hortense, che si sente essere tenuta in poca considerazione dal marito.
La suocera, la marchesa Charlotte, non esita a ricordare a Robert – consapevole peraltro delle proprie debolezze - che l'ingente dote che ha assegnato alla figlia, custodita dall'avvocato Bonnard, non gli sarà consegnata, il giorno stabilito, se egli non si sarà dimostrato esserne all'altezza.
Robert fa visita alle tenute di famiglia, insieme al fido maggiordomo Marcel, e qui vi incontra e fa amicizia con il fattore Jean Coubert, che è praticamente un suo sosia, al punto che i due sospettano di essere fratelli per parte di padre. Jean confida a Robert che la propria fattoria è stata pignorata, e che dovrà lasciarla di lì a poco.
Robert concepisce dunque un'idea: manda Jean al palazzo parigino, dove, sotto la sorveglianza di Marcel, il fattore dovrà spacciarsi per lui, e, con il comportamento retto e coraggioso che lo contraddistingue, riuscirà, nel fatidico incontro con l'avvocato, ad aggiudicarsi la dote, che Jean potrà così utilizzare per riscattare la propria fattoria. Il che puntualmente accade. Accade anche che Hortense, anche dopo aver saputo dello scambio di persona, si innamori di Jean, avendo notato innanzitutto il suo coraggio nell'affrontare e dare il fatto suo a Jacques Renard dopo un suo nuovo tentativo di violenza.
Jean non è insensibile al fascino di Hortense, ma, come si esprime in una conversazione con la donna, non vuole soggiacervi per non venire meno al rapporto d'onore che ha con Robert. Un gentleman. Robert è appena tornato al palazzo parigino, e ha udito la conversazione fra i due.
Con i due sosia che si aggirano nel palazzo, è Robert, non a caso, a ricevere la convocazione per un nuovo duello con Jacques Renard, questa volta un duello per la vita. Robert – con un suo preciso intento - accetta, e viene trafitto dal colpo di pistola del rivale. Prima di spirare, al cospetto di Hortense, si dichiara contento che la moglie abbia ora un uomo più degno di quanto non lo sia stato lui. Un perfetto gentleman.
Jean, nel contempo, secondo gli accordi, sta uscendo dal palazzo per ritornare alla sua fattoria.